# Strumigenys rehi
Strumigenys rehi är en myrart som beskrevs av Auguste-Henri Forel 1907. Strumigenys rehi ingår i släktet Strumigenys och familjen myror. Inga underarter finns listade i Catalogue of Life.